# Jan Borluut
Jan Borluut (* ca. 1250; † vor 1306 in Gent) war ein reicher Patrizier aus Gent, der einer bedeutenden Wollhändler-Familie entstammte.
Er beging einen Totschlag während einer Fehde mit einem anderen Patrizier und wurde daraufhin aus Gent verbannt. In der Schlacht der Goldenen Sporen am 11. Juli 1302 führte er eine Gruppe von Ausgestoßenen gegen die Franzosen an. Diese Schlacht wurde von Jan Breydel de Groeninghe geleitet. Später wurde Jan Borluut in Gent von seinen Gegnern getötet. 
Er war mit Elisabeth Borluut verwandt, die zusammen mit ihrem Ehemann Joos Vijdt das berühmte Genter Altarbild in Auftrag gab. Das Altarbild befindet sich heute in der Taufkapelle der St.-Bavo-Kathedrale in Gent. Das Familienwappen der Borluut, drei laufende Hirsche, ist an der Fassade eines romanischen Herrenhauses am Korenmarkt in Gent, auch als Borluutsteen bekannt, zu sehen.